# Tiếng Tây bồi
Tiếng Tây bồi là một loại tiếng pha tạp hay tiếng lai (pidgin) từng được sử dụng tại Việt Nam có gốc từ tiếng Pháp. Ngôn ngữ này xưa đã được dùng khắp nơi tại Đông Dương; tiếng Tây bồi đã được dùng từ năm 1884, khi Pháp xâm chiếm Nam kỳ. Ngoài ảnh hưởng từ tiếng Pháp, tiếng Tây bồi còn có ảnh hưởng từ những ngôn ngữ khác như tiếng Việt, tiếng Anh, tiếng Java và tiếng Bồ Đào Nha. Tiếng Tây bồi không những thông dụng tại Đông Dương mà còn được sử dụng bởi những người Việt ở Pháp. Từ sau khi Pháp rút khỏi Đông Dương ngôn ngữ này đã bị "tuyệt chủng".
Từ bồi trong tiếng Tây bồi bắt nguồn từ tiếng Pháp boy /bɔj/.

## Ví dụ
| Tây Bồi                          | Pháp chuẩn                                         | Việt sát nghĩa               | Việt chuẩn                       |
| -------------------------------- | -------------------------------------------------- | ---------------------------- | -------------------------------- |
| Moi faim                         | J'ai faim                                          | Tôi đói                      | Tôi đói bụng                     |
| Moi tasse                        | Ma tasse                                           | Tôi tách                     | Cái tách của tôi                 |
| Lui avoir permission repos       | Il a la permission de se reposer                   | Hắn có phép sự nghỉ ngơi     | Hắn được nghỉ có phép            |
| Demain moi retour campagne       | Demain, je retourne à la campagne                  | Mai tôi chuyến về quê        | Mai tôi về quê                   |
| Vous pas argent moi stop travail | Si vous ne me payez pas, j'arrêterai de travailler | Anh không tiền tôi ngừng làm | Anh không trả tiền, tôi nghỉ làm |
| Monsieur content aller danser    | Monsieur est content d'aller danser                | Ông ấy vui đi buổi nhảy đầm  | Ông ấy vui khi đi nhảy đầm       |
| Lui la frapper                   | Il la frappe                                       | Anh ta cô ấy đánh            | Anh ta đánh cô ấy                |
| Bon pas aller                    | Bon, n'y vas pas                                   | Tốt, không phải đi           | Tốt, đừng đi                     |
| Pas travail                      | Je ne travaillerai pas                             | Không phải công việc         | Tôi không làm việc nữa           |
| Assez, pas connaître             | Assez, je n'en sais rien                           | Đủ rồi, không phải biết      | Đủ rồi, tôi không biết           |
| Moi compris toi parler           | J'ai compris ce que tu as dit                      | Tôi hiểu anh nói             | Tôi hiểu những gì anh nói        |

(Bickerton 1995: 163)  Lưu trữ ngày 27 tháng 2 năm 2007 tại Wayback Machine